# Malatya
Malatya er en by i det østlige Tyrkiet, med omkring 401.705 indbyggere (2010). Byen er hovedstad i en provins der også hedder Malatya